# 11929 Uchino
11929 Uchino eller 1993 BG3 är en asteroid i huvudbältet som upptäcktes den 23 januari 1993 av de båda japanska astronomerna Kazuro Watanabe och Kin Endate vid Kitami-observatoriet. Den är uppkallad efter Satoshi Uchino.
Asteroiden har en diameter på ungefär 10 kilometer.